# Богдан Келлес-Краузе
Богдан Келлес-Краузе (пол. Bohdan Kelles-Krauze, 2 січня 1885 Раковичі — 25 вересня 1945 Люблін) — польський архітектор. Працював у Любліні.

## Біографія
Народився в Раковичах (тепер село Щучинського району Білорусі) в родині барона Міхала Келлес-Краузе і Вероніки з Макаревичів. Закінчив класичну гімназію в Києві. Навчався в Інституті цивільних інженерів у Петербурзі. Продовжив навчання у Львівській політехніці, яку закінчив 1910 року. Того ж року став членом Політехнічного товариства у Львові. Працював у проєктних бюро в Парижі, Мюнхені і Відні. Від 1921 року проживав у Любліні, де працював повітовим архітектором. У 1927–1939 роках керував архітектурно-будівельним відділом в Окружній дирекції публічних робіт. Відзначений Бронзовою медаллю і Золотим хрестом за заслуги. Від часів свого навчання неодноразово експонував на виставках твори живопису. 1925 року взяв участь у виставці митців-пластиків у Любліні.
Помер у Любліні, похований на цвинтарі на вулиці Липовій, поле № 9. 1948 року відбулась посмертна виставка Богдана Келлес-Краузе в Любліні, а 1951 року — в Кракові. 2011 Ельжбета Блотницька-Мазур презентувала книжку «Między profesją i pasją. Życie i twórczość Bohdana Kelles-Krauzego» (Між професією і пристрастю. Життя і творчість Богдана Келлес-Краузе).
Роботи
- Перебудова будинку пошти на Краківському передмісті Любліна (співавтор Єжи Сенніцький).
- Будинок поштового управління на вулиці Дворцовій у Любліні.
- Міська лазня на вулиці Броновицькій у Любліні.
- Житлові будинки офіцерської колонії в Любліні.
- Костели в Лешковіцах, Обленчині, Старій Всі.
- Народний дім в Любартові.
- Школи в Пясках, Красніку і Ясткові.
- Пам'ятник полеглим у 1915 році у Ясткові.
- Санаторій у Краснобруді.
- Двір у Раковичах.

Нереалізовані проєкти
- Конкурсний проєкт готелю «Брістоль» у Кракові, I нагорода (1912, співавтори Тадеуш Врубель, Максимільян Бурстін)[3].
- Два проєкти Ощадної каси в Сяноку, призначені для конкурсу 1912 року. Обидва візначені третіми нагородами (всього на конкурсі було 14 претендентів, призначено п'ять третіх нагород). Співавтори Тадеуш Врубель, Максимільян Бурстін. Проєкти експонувались у приміщенні Технологічного музею у Львові.[4]
- Проєкт будинку Школи будівництва у Любліні. Створений для закритого конкурсу 1931 року.[5]